# Liste von Abkürzungen in der Afrikanistik
Dies ist eine Liste von Abkürzungen in der Afrikanistik.

Afrika

Einen Schwerpunkt bilden die in deutschsprachigen Publikationen verwendeten Abkürzungen und Kürzel zu Nachschlagewerken, Sammelwerken und Zeitschriften, insbesondere zu den Themenbereichen der Ethnologie und Linguistik, d. h. den Studienbereichen zu den afrikanischen Völkern (Ethnien) und ihren Sprachen und traditionellen Kulturen. Sie umfasst auch internationale Abkürzungen und einige solche, die über den engeren Themenkreis der Afrikanistik hinausgehen.

## Abkürzungen und Kürzel
Die folgende Übersicht ist weit gefasst, sie erhebt keinen Anspruch auf Aktualität oder Vollständigkeit:

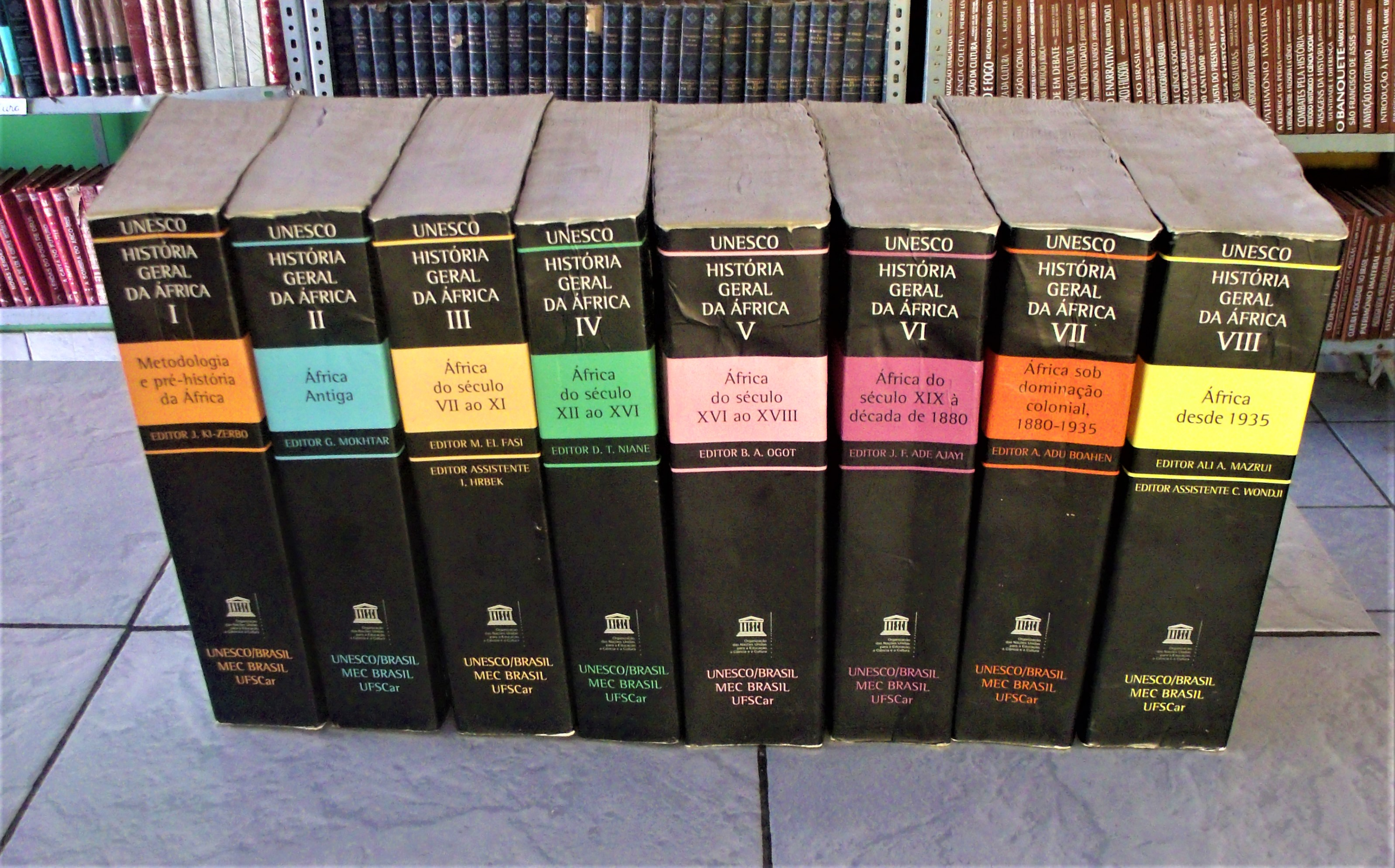
História Geral da África (die portugiesische Ausgabe der Allgemeinen Geschichte Afrikas der UNESCO)

### A
- AA = American Anthropologist. American Anthropological Association Menasha, Wisconsin.
- AAEL = Allgemeines Archiv für Ethnographie und Linguistik. Weimar, im Verlage des Landes-Industrie-Comptoirs 1808. Hrsg. von Friedrich Justin Bertuch und Johann Severin Vater. *
- AAL = Afroasiatic Linguistics, hrsg. v. Robert Hetzron und Russell G. Schuh, Malibu, Calif. 1974 ff.
- ABM = Archiv der Berliner Missionsgesellschaft.
- ACISE = Atti del Convegno Internazionale di Studi Etiopici, Accademia Nazionale dei Lincei. Rom.
- ACIL Afr. 8 = Actes du Huitième Congrès International Linguistique Africaine (Annales de l’Université d’Abidjan), Société linguistique de l'Afrique occidentale, Abidjan 1971.
- ADB = Allgemeine Deutsche Biographie.
- AdE = Annales d'Éthiopie.
- AÉ = Annales d'Éthiopie, Paris 1955 ff.
- AEGIS = Africa-Europe Group for Interdisciplinary Studies.
- Aequatoria = Aequatoria: Revue des Sciences Congolaises.
- AF = Afrikanische Forschungen. Hamburg.
- Africa = Africa: Journal of the International Institute of African Languages and Cultures. London 1928 ff.
- Africa-Tervuren = Königliches Museum für Zentral-Afrika. Tervuren: Amis du Musée royal de l'Afrique centrale, 1961 ff.
- Afrika = Studien zur Auslandskunde. Afrika, hrsg. v. Diedrich Westermann, Berlin 1942 ff.
- Afrika heute = Afrika heute. Jahrbuch der Deutschen Afrika-Gesellschaft. Bonn 1963–74 (Verlag Deutscher Wirtschaftsdienst Köln).
- AfrL = Africana Linguistica. Musée royal de l'Afrique centrale, Tervuren (Belgique). Annales Série. Sciences humaines.
- AfV = Archiv für Völkerkunde, Wien.
- AIO = Annali dell'Istituto Universitario Orientale di Napoli, Dipartimento di Studi del Mondo Classico e del Mediterraneo Antico, Sezione Filologico-Letteraria. Napoli.
- AL = Africana Linguistica, Tervuren.
- AL = Anthropological Linguistics. Bloomington, Indiana.
- ALLA = African Languages – Langues Africaines, Plymouth – London 1975 ff.
- ALR = African Language Review. Freetown 1967–71 (Nachfolger von: SLLR).
- ALS = African Language Studies, London 1960 ff.
- AM = Africana Marburgensia, Marburg 1968 ff.
- Am. J. Hum. Genet.  = American Journal of Human Genetics, Baltimore 1949 ff.
- Ann. Univ. Abidjan = Annales de l’Université d’Abidjan, Série H: Linguistique, Abidjan.
- Anthropos = Anthropos. Internationale Zeitschrift für Völker- und Sprachenkunde. St. Augustin [früher: Fribourg] 1906 ff.
- AO = Archiv Orientalní. Prag.
- ARI = Africa Research Institute.
- AS = African Studies, Johannesburg 1942 ff.
- ASCILNA = Actes du Second Colloque International de Linguistique Négro-Africaine, hrsg. von Maurice Houis, Gabriel Manessy und Serge Sauvageot. Université de Dakar, West African Languages Survey. Dakar 1963.
- AUA = Annales de l’Université d’Abidjan. Abidjan.
- AuÜ = Afrika und Übersee. Sprachen – Kulturen, Berlin 1951/52 ff. (früher ZfK 1910–19; ZfES 1920–50).
- AVP = Archiv für Vergleichende Phonetik. Berlin.
- Azania = Azania. Journal of the British Institute of History and Archaeology in East Africa, Nairobi 1966 ff.

### B
- BCCW = Benue-Congo Comparative Wordlist. Ibadan.
- BIFAN = Bulletin de l'Institut français d'Afrique noire. Série B, Dakar 1939 ff.
- BO = Bibliotheca Orientalis, Leiden.
- BS = Bantu Studies, Johannesburg 1923–1941.
- BSEC = Bulletin de la Société d'études camerounaises, Douala 1935 ff. (seit 1948: Études camerounaises).
- BSELAF = Bibliothèque de la Société pour l’Étude des Langues Africaines. Paris
- BSLP = Bulletin de la Société de Linguistique de Paris, Paris 1906 ff.
- BSOAS = Bulletin of the School of Oriental and African Studies, London 1940 ff.
- BSOS = Bulletin of the School of Oriental Studies, London 1917 ff. (später in BSOAS umbenannt).
- Bulletin de l’ALCAM = Atlas linguistique du Cameroun, Yaounde 1976 ff.
- BZES = Beiheft zur Zeitschrift für Eingeborenen-Sprachen. Berlin.

### C
- CA = Current Anthropology. Chicago.
- CAA = Cahiers de l’Afrique et l’Asie. Paris.
- CAAR = Center for Afro-Asian Research, Hungarian Academy of Sciences (HAS) / Forschungszentrum für Afroasiatische Studien der Ungarischen Akademie der Wissenschaften.
- CAAS = Center for African Area Studies, Kyoto University.
- CAI = China-Africa Institute (Zhongguo Feizhou yanjiuyuan 中国非洲研究院). Peking, gegründet 2019.
- CAMELANG = Bulletin de la Section de Linguistique Appliqué du Cameroun. Université Fédérale du Cameroun. Yaoundé.
- CASPU = Center for African Studies Peking University (Beijing daxue Feizhou yanjiu zhongxin 北京大学非洲研究中心) *
- CEA = Cahiers d’Études Africaines. Paris
- CEAUP = Centro de Estudos Africanos da Universidade do Porto. Porto.
- CHA = Cambridge History of Africa. *
- CNLNA = La classification nominale dans les langues négro-africaines. (Actes du Colloque International Aix-en-Provence 3-7 juillet 1967) Ed. G. Manessy. Paris 1967. CNRS
- CNRS = Centre national de la Recherche scientifique. Paris.
- Congo = Congo: Revue générale de la Colonie belge = Congo: Algemeen tiidschrift van de Belgische Kolonje.
- CTL = Current Trends in Linguistics. Mouton. The Hague.
- CEI-IUL = Centro de Estudos Africanos an der ISCTE – University Institute of Lisbon.
- CWG-Newsletter = Chadic Newsletter, Marburg 1970 ff.

### D
- DBF = Dictionnaire de Biographie française, hrsg. v. M. Prevost und R. D’Amat, Paris 1929 ff.
- DBI = Dizionario Biografico degli Italiani, Rom 1960 ff.
- D.I.A.F.E. = Deutsche Inner-Afrikanische Forschungsexpedition (Leo Frobenius)
- DKL = Deutsches Kolonial-Lexikon, 3 Bde., hrsg. von Heinrich Schnee, Leipzig 1920.
- DNB = Dictionary of National Biography.
- DSAB = Dictionary of South African Biography. Kapstadt.

### E
- EC = Études Camerounaises. Douala.
- Erdkunde. Erdkunde. Archiv für wissenschaftliche Geographie, Bonn 1947 ff. *
- Etudes Linguistiques = Universität Niamey, Niamey 1979 ff.
- Euskera = Euskera: Euskaltzaindiaren lan eta agiriak = Trabajos y actas de la Real Academia de la Lengua Vasca = Travaux et actes de l'Academie de la Langue basque.

### F
- FO Folia Orientalia. Krakau 1959 ff.
- FuF = Forschungen und Fortschritte: Korrespondenzblatt der deutschen Wissenschaft und Technik. Berlin 1925 ff.

### G
- General Linguistics, Lexington, KY, 1956 ff.
- GHA = General History of Africa – UNESCO *
- GIGA = German Institute for Global and Area Studies.
- GIGA Institut für Afrika-Studien (Institute for African Affairs, IAA), forscht seit 1963 zu politischen und wirtschaftlichen Entwicklungen südlich der Sahara.*
- GLECS = Comptes rendus du Groupe Linguistique d'etudes chamito-semitiques, Bordeaux – Paris 1931 ff.
- GPLAN = Grand Prix littéraire de l’Afrique noire (Großer Literaturpreis von Schwarzafrika)

### H
- HAL = Handbook of African Languages. International African Institute. London.
- HAS = Harvard African Studies.
- HBzA = Hamburger Beiträge zur Afrika-Kunde. Hamburg.
- HGA = Histoire générale de l'Afrique (UNESCO).

### I
- IBRAF = Instituto Brasil África / Brazil Africa Institute
- IDEA = Instituto de Evolución en África
- IAI = International African Institute. London.
- IAI RGGU / ИАИ РГГУ = Историко-архивный институт РГГУ / Istoriko-arkhivnyy institut RGGU.
- IAS (ZJNU) = Institute of African Studies Zhejiang Normal University (Zhejiang shifan daxue) Feizhou yanjiuyuan 浙江师范大学非洲研究院 *.
- IAS (GDUFS) = Institute for African Studies (Guangdong waiyu waimo daxue Feizhou yanjiuyuan 广东外语外贸大学非洲研究院 Guangdong University of Foreign Studies) *
- Idg. Forsch. = Indogermanische Forschungen. Zeitschrift für indogermanische Sprach- und Altertumskunde, Straßburg 1892–1926.
- IEL = Inventaire des études linguistiques. Supplément : sur les pays d'Afrique noire d'expression française et sur Madagascar, hrsg. von Daniel Barreteau; Conseil international de la langue française, Paris 1978.
- IFAN = Institut Français d'Afrique Noire bzw. Institut fondamental d'Afrique noire. Dakar, Senegal.
- IJAL = International Journal of American Linguistics, New York – Baltimore 1917/20 ff.
- IIALC = International Institute for African Languages and Cultures / Internationales Institute für Afrikanische Sprachen und Kulturen. London (Später bekannt als das International African Institute (IAI).)
- IL = Inventaire Linguistique de l'Afrique Occidentale Française et du Togo. Lavergne de Tressan. Mémoires de l'Institut Français d'Afrique Noire 30. Dakar: IFAN 1953.
- ILA = International Linguistic Association, gegründet 1943 als Linguistic Circle of New York.
- IAf RAN / ИАф РАН  = Институт Африки РАН (Afrika-Institut der Russischen Akademie der Wissenschaften).
- Int. Afr. For. = Internationales Afrikaforum (in Zussanarbeit mit: Europäisches Institut für Politische, Wirtschaftliche und Soziale Fragen e.V..), München – Köln – London 1965 ff.
- IOS = Israel Oriental Studies. Tel Aviv 1971 ff. (veröffentlicht von der Israel Oriental Society, Hebrew University of Jerusalem, Israel).
- IRCB = Institut Royal Colonial Belge.
- ISAA / ИСАА = Институт стран Азии и Африки (Institut der Länder Asiens und Afrikas).
- Izvestija RAN = Izvestija Rossijskoj Akademii nauk. Serija literatury i jazyka (Известия РАН. Серия литературы и языка) (Literatur- und Sprachreihe).

### J
- JA = Journal Asiatique. Paris.
- JAH = Journal of African History, London 1960 ff.
- JAL = Journal of African Languages, London, später Hertford 1962–72.
- JALL = Journal of African Languages and Linguistics, Dordrecht 1979 ff.
- JOAS = Journal of the American Oriental Society, New Haven.
- JAS = Journal of the African Society, London 1901–43 (seit 1944 ff.: African Affairs)
- JEASC = Journal of the East African Swahili committee, Kampala 1931 ff. […]
- JES = Journal of the Ethiopian studies. Addis Abeba.
- JMAS = Journal of Modern African Studies (Cambridge University).
- JNES = Journal of Near Eastern Studies. Chicago.
- JRAI = Journal of the Royal Anthropological Institute.
- JRAS = Journal of the Royal African Society (Nachfolger von JAS).
- JSA = Journal de la Société des Africanistes, Paris 1930 ff.
- JSS = Journal of Semitic Studies, Manchester.
- JWAL = Journal of West African Languages, London 1964 ff.

### K
- KBA = Kölner Beiträge zur Afrikanistik, Berlin [in loser Folge seit 1968]
- KDGK = Kürschners Deutscher Gelehrten-Kalender.
- Kiswahili = Kiswahili : jarida la Chuo cha Uchunguzi wa Lugha ya Kiswahili, Dar es Salaam 1970 ff. [Fortsetzung von Swahili … Band 40, 1].
- KO = Kongo-Overzee. Tijdschrift voor en over Belgisch Kongo Ruanda-Urundi en aanpalende gewesten. Antwerpen 1934 ff. (ab 1944/45 neuer Untertitel: Tijdschrift voor en over Belgisch-Kongo en andere overzeese gewesten).
- KR = Koloniale Rundschau, Berlin 1909 ff.
- Kratylos = Kratylos: Kritisches Berichts- und Rezensionsorgan für indogermanische und allgemeine Sprachwissenschaft. Wiesbaden 1956 ff.
- Kush = Kush. Journal of the Sudan Antiquities Service. Khartum 1953 ff.
- KUAPE = Kyoto University Africa Primatological Expedition / Kyoto University Ape Expedition to Africa (Kyoto University African Studies = The Committee of the Kyoto University, Africa Primatological Expedition), Kyoto 1966 ff.

### L
- Language = Language. Journal of the Linguistic Society of America. Baltimore 1925 ff.
- Le Monde Oriental = Archives pour l’histoire et l’éthnographie … de l’Europe oriental et de l’Asie, Uppsala – Leipzig 1906 ff.
- L’Homme = L’Homme. Revue française d’anthropologie, Paris – den Haag 1961 ff.
- Limi = Limi. Bulletin van die Department Bantoeale Universiteit van Suid-Afrika. Bulletin of the Department of Bantu Languages University of South Africa. Pretoria 1966.
- Linguistics = Linguistics. An International Review, Den Haag – London – Paris 1963 ff.
- Linguistic Reporter. Washington.
- LSNBB = Linguistic Survey of the Northern Bantu Borderland. Vol. I. 1956 (Mit Beiträgen von / with contributions by A. Jacquot, I. Richardson, G. van Bulck, Peter Hackett, A. N. Tucker, M. A., Bryan.). – Vol. II. Irvine Richardson. 1957. – VOL. IV Tucker, A. N. / Bryan, M. A. Oxford University Press for International African Institute. London – New York – Toronto.
- LSSA = Linguistics in Sub-Saharan Africa. Associate Editors: Jack Berry – Joseph H. Greenberg. Current Trends in Linguistics. Volume 7. Edited by Thomas A. Seboek. Mouton, The Hague 1971.
- LSWANA = Thomas A. Sebeok (ed.); Charles A. Ferguson, Carleton T. Hodge and Herbert H. Paper. Current Trends in Linguistics: Volume 6: Linguistics in South West Asia and North Africa. Mouton Publishers, The Hague, The Netherlands, 1970.
- Lugha = Lugha. A Journal for Language Teachers in Kenya, Kenya Language association, Nairobi 1972 ff.

### M
- MAGW = Mitteilungen der Anthropologischen Gesellschaft Wien. Wien.
- MDAIK = Mitteilungen des Deutschen Archäologischen Instituts. Kairo.
- MDSG = Mitteilungen aus den Deutschen Schutzgebieten, Berlin 1907–29.
- Mém. de l’IRCB = Mémoires de l'Institut Royal Colonial Belge, Brüssel/Bruxelles.
- Mém. IFAN = Mémoires de l’Institut Français d’Afrique Noire, Dakar [seit 1939 in loser Folge].
- Meroitica = Meroitica. Schriften zur altsudanesischen Geschichte und Archäologie. Berlin (Ost) [seit 1971 in loser Folge].
- MGGH = Mitteilungen der Geographischen Gesellschaft in Hamburg.
- MGIMO = Moskauer Staatliches Institut für Internationale Beziehungen (Kurz: MGIMO bzw. МГИМО für russisch Московский государственный институт международных отношений МИД России, auch abgekürzt MIMO).
- MIFAN = Mémoires de l'Institut français d'Afrique Noire. Dakar, Mémoires de l’Institut Fondamental d'Afrique Noire. Dakar (seit 1966).
- MIO = Mitteilungen des Instituts für Orientforschung, Deutsche Akademie der Wissenschaften zu Berlin, Berlin (Ost) 1953 ff.
- MKL = Meyers Konversations-Lexikon, 3. Auflage, Leipzig.
- MKVA = Mededelingen van de Koninklijke Vlaamse Academie voor Wetenskappen, Leteren en Schone Kunsten van België. Klasse der Lettern. Brüssel.
- MSAA = Marburger Studien zur Afrika- und Asienkunde, hrsg. von H.-J. Greschat und H. Jungraithmayr, W. Rau, Berlin [erschienen in loser Folge seit 1973].
- MSL = Mémoires de la Société de Linguistique de Paris. Paris.
- MSOS = Mitteilungen des Seminars für Orientalische Sprachen. Berlin 1898 ff.
- Muséon = Le Muséon. Revue d’Études Orientales. Louvain.
- MzK = Mitteilungen zur Kulturkunde. Frankfurt.

### N
- NAA  / НАА = Народы Азии иАфрики. История, экономика, культура (Völker Asiens und Afrikas. Geschichte, Wirtschaft, Kultur). Narody Azii i Afriki: istorija, ėkonomika, kul'tura. Akademija Nauk SSSR. Moskau.
- Nada = Nada: The Southern Rhodesia Native Affairs Department Annual, Salisbury 1923 ff. […].
- NAI = Nordiska Afrikainstitutet (Nordisches Afrika-Institut), an der Universität Uppsala in Schweden.
- NAMZ = Neue Allgemeine Missionszeitschrift.
- NDB = Neue deutsche Biographie, Berlin.
- NGWG = Nachrichten von der Gesellschaft der Wissenschaften zu Göttingen. Göttingen.
- NZM = Neue Zeitschrift für Missionswissenschaft, Beckenried (Schweiz) 1945 ff.

### O
- ÖBL = Österreichisches Biographisches Lexikon, Graz – Köln 1954 ff.
- OLB = Orientalistischer Literaturbericht, hrsg. v. R. Haupt […].
- OM = Oriente Moderno.
- Orbis = Orbis: Bulletin international de documentation linguistique, centre International de Dialectologie Générale, Leuven 1952 ff.
- Oriens = Oriens – Milletlerarasi Sark Tetkikleri Cemiyeti Mecmuasi/Journal of the International Society for Oriental Research, Leiden 1948 ff.

### P
- PA = Présence Africaine. Paris.
- Paideuma = Paideuma. Mitteilungen zur Kulturkunde, Frankfurt am Main 1938/40 ff. (Fortsetzung: Mitteilungen zur Kulturkunde).
- Petermanns Mitteilungen = Petermanns Mitteilungen aus Justus Perthes geographischer Anstalt. Gotha 1879 ff.
- Phonetica = Phonetica. Internationale Zeitschrift für Phonetik – International Journal of Phonetics, Basel – New York 1952 ff.

### R
- RA = Revue Africaine. Journal des traveaux de la Société Historique Algérienne. Algiers.
- RAL = Research in African Literatures, Austin 1977 ff.
- REC = Recherches et Études Camerounaises. Yaoundé.
- RH = Romanica Helvetica. Bern.
- RIEB = Revue Internationale des Études Basques, Paris 1907 ff.
- RO = Rocznik Orientalistyczny. Warschau 1915 ff.
- RSE = Rassegna di Studi Etiopici, Rom 1941 ff. (gegründet von Carlo Conti Rossini).
- RSO = Rivista degli Studi Orientali, Rom 1952 ff.

### S
- SAAB = South African Archaeological Bulletin.
- SAe = Scriptores Aethiopici.
- SAL = Studies in African Linguistics, Los Angeles 1970 ff.
- SAJS = South African Journal of Science. Johannesburg.
- SAS = Sudan Antiquities Service.
- SBL = Svenskt Biografiskt Lexikon. Stockholm 1918 ff.
- Scientia = Scientia: rivista internazionale di sintesi scientifica.
- SHCAS = Center for African Studies of Shanghai Normal University (Shanghai shifan daxue yanjiu zhongxin上海师范大学非洲研究中心) *
- SIL = Studies in Linguistics, Buffalo – New York 1947 ff.
- SLAO = Société de linguistique d'Afrique occidentale.
- SLLR = Sierra Leone Language Review, Freetown 1962–1966 (gefolgt von: ALR).
- SLP = Société de linguistique de Paris.
- SNR = Sudan Notes and Records, Khartum 1918 ff.
- SOAS = School of Oriental and African Studies. London.
- Sociologus = Sociologus. Zeitschrift für empirische Soziologie, sozialpsychologische und ethnologische Forschung. Neue Folge, Berlin 1951 ff.
- SSMP = Section des Sciences Morales et Politiques, Institut Royal Colonial Belge. Tervuren.
- STESA = Standard Encyclopaedia of Southern Africa. Kapstadt 1971–1976.
- SU = Svensk uppslagbok, Malmö 1979 ff.
- SUGIA = Sprache und Geschichte in Afrika, hrsg. am Institut für Afrikanistik Köln, Hamburg 1979 ff.
- Swahili = Swahili. The Journal of the East African Swahili Committee, Kampala – Dar es Salaam 1959 ff. [Nachfolger des Journal of … bzw. Bulletin of … das seit 1931 erscheint; seit 1970 in Kiswahili … umbenannt].
- SWAW = Sitzungsberichte der Wiener Akademie der Wissenschaften. Wien.
- SWJA = Southwestern Journal of Anthropology. Albuquerque, New Mexico. 1945 ff.
- SWJL = Southwestern Journal of Linguistics.
- SzA = Studien zur Auslandskunde. Berlin.

### T
- THSG = Transactions of the Historical Society of Ghana. Legon.
- TNR = Tanzania (früher Tanganyika) Notes and Records. Journal of the Tanganyika Society, Dar es Salaam 1936 ff.
- TPAPA = Transactions and Proceedings of the American Philological Association.
- TPS = Transactions of the Philological Society. Oxford.

### U
- UJ = Uganda Journal (Journal der Uganda Society (früher: The Uganda Literary and Scientific Society)).

### W
- WALM = West African Language Monographs. London and New York.
- WALS = West African Languages Society.
- WBKL = Wiener Beiträge zur Kulturgeschichte und Linguistik. Wien.
- WF SPbSU / ВФ СПбГУ = Vostočnyj fakul'tet der Staatlichen Universität Sankt Petersburg / Faculty of Asian and African Studies.
- WVM = Wiener Völkerkundliche Mitteilungen. Wien.
- Word = Linguistic Circle of New York, Columba University 1945 ff.
- WZKM = Wiener Zeitschrift für die Kunde des Morgenlandes, Wien 1887 ff.

### Z
- ZA = Zeitschrift für Assyriologie und verwandte Gebiete. NF. Berlin.
- Zaire = Zaïre. Revue Congolaise—Congoleesch Tijdschrift – Belgian African revue, Brüssel 1947 ff.
- ZAS = Zeitschrift für afrikanische Sprachen, Berlin 1887–90.
- ZAOS = Zeitschrift für Afrikanische und Ozeanische Sprachen, Berlin 1895–1901.
- ZDGM = Zeitschrift der Deutschen Morgenländischen Gesellschaft, Leipzig – Berlin 1847 ff.
- ZE = Zeitschrift für Ethnologie, Berlin 1907 ff.
- ZES = Zeitschrift für Eingeborenen-Sprachen. Berlin.
- ZfE = Zeitschrift für Ethnologie, Berlin.
- ZfES = Zeitschrift für Eingeborenen-Sprachen. Berlin 1920–1950 (von 1910 bis 1919 ZfK; seit 1951/52 AuÜ).
- ZfK = Zeitschrift für Kolonialsprachen, Berlin 1910–19 (von 1920 bis 1950 ZfES; seit 1951 AuÜ).
- ZKS = Zeitschrift für Kolonialsprachen. Berlin.
- ZP = Zeitschrift für Prähistorie. Wien.
- ZPAS = Zeitschrift für Phonetik und Allgemeine Sprachwissenschaft, Berlin.
- ZPhon = Zeitschrift für Phonetik und Allgemeine Sprachwissenschaft, Berlin 1946–60 (ab Band 14 (1961): Zeitschrift für Phonetik, Sprachwissenschaft du Kommunikationsforschung).
- ZASB = Zentrum für Afrikastudien Basel / Centre for African Studies Basel. Basel.